# Serenade opus 21
Serenade opus 21 is een compositie van Agathe Backer-Grøndahl. In tegenstelling tot de gebruikelijke instrumentale serenade betreft het hier een toonzetting van het gedicht van Ernst von der Recke. Het lied is opgedragen aan Eva Sars. Het werd uitgegeven door Warmuth Musikforlag (nr. 1351). De serenade is geschreven in de toonsoort Des majeur en in het tempo allegro.
Enkele uitvoeringen:
- 24 mei 1889, zangeres Ragna Robarth voert het uit met een amateurpianiste in de concertzaal van Brødrene Hals
- 23 november 1889 in Logens Store Sal in Christiania met de componiste achter de vleugel en Eva Sars als zangeres.
- 18 september 1889, tenor Carl Hagman voert het uit met een amateurpianist uit in de concertzaal van Brødrene Hals
- vanaf 23 april 1890 diverse keren, opnieuw de componiste maar nu met Barbara Larssen tijdens een concertreis door Noorwegen